# ويليام ديز
ويليام ديز (بالإنجليزية: William J. Dees)‏ هو ملاكم بريطاني، مثّل بلاده في الألعاب الأولمبية الصيفية 1908.

## روابط خارجية
ويليام ديز على موقع أوليمبيديا (الإنجليزية)